# دانیل لویتین
دانیل ژوزف لویتین (زاده ۱۹۵۷، سانفرانسیسکو)، دانشمند علوم اعصاب، روانشناسِ شناختی، نویسنده و موزیسینِ آمریکایی-کانادایی است.

## کتاب‌ها
تأثیر موسیقی بر مغز

جهان در شش ترانه

ذهن سازمان یافته